# G・I・ジョウ
『G・I・ジョウ』（The Story of G.I. Joe）は、ウィリアム・A・ウェルマン監督による1945年のアメリカの映画作品である。従軍ジャーナリストのアーニー・パイルのルポルタージュを基にした戦争映画である。
日本ではビデオソフト化された際に『G・I・ジョー』に改題された。

## キャスト
- バージェス・メレディス
- ロバート・ミッチャム
- フレディ・スティール
- ウォーリー・カッセル
- ジミー・ロイド

## 評価
2009年にアメリカ国立フィルム登録簿に登録された。

### アカデミー賞ノミネート
| 賞           | 部門               | 候補                                                               | 結果       |
| ------------ | ------------------ | ------------------------------------------------------------------ | ---------- |
| アカデミー賞 | 助演男優賞         | ロバート・ミッチャム                                               | ノミネート |
| アカデミー賞 | 脚色賞             | フィリップ・スティーヴンソン、レオポルド・アトラス、ガイ・エンドア | ノミネート |
| アカデミー賞 | 劇・喜劇映画音楽賞 | ルイス・アップルボーム、アン・ロネル                               | ノミネート |
| アカデミー賞 | 歌曲賞             | アン・ロネル（作詞・作曲） "Linda"                                 | ノミネート |